# Eurovision Song Contest 1998
Eurovision Song Contest 1998, česky také Velká cena Eurovize 1998 (či jen Eurovize 1998) byl 43. ročník soutěže Eurovision Song Contest. Soutěž se konala 9. května 1998 v Birminghamu ve Spojeném království. Soutěž, organizovaná Evropskou vysílací unií (EVU) a veřejnoprávní BBC, se konala v National Indoor Arena poté, co v předchozím roce vyhrála skupina Katrina and the Waves s písní „Love Shine a Light“, moderátory ročníku byli Terry Wogan a Ulrika Jonsson. Soutěže se zúčastnilo 25 zemí. Vítězem se stala izraelská zpěvačka Dana International s písní „Diva“.
Jednalo se o první ročník, kde bylo o vítězi rozhodnuto především díky hlasujícím divákům. Zároveň šlo o poslední ročník, během kterého interpreti museli zpívat v oficiálním jazyce své země a kdy je doprovázel orchestr a živá hudba.

## Kvalifikace
Kvůli vysokému počtu zájemců o účast na soutěži byl v roce 1993 zaveden sestupový systém, podle kterého se ročníků mohly zúčastnit ty země, kterým nebyla umožněna účast v předcházejícím roce, a země s nejlepšími výkony za předchozích 5 let. 25 účastníků tak bylo vybráno následovně: pořádající země, vítěz předchozího ročníku, 18 zemí s nejvyšším průměrem a všechny země, které se nezúčastnily minulého ročníku.
Kvůli špatným výkonům se tak ročníku nemohli zúčastnit Bosna a Herzegovina, Dánsko, Island, Německo, Rakousko a Rusko. Naopak se po roční pauze vrátili Belgie, Finsko, Izrael, Rumunsko a Slovensko, navíc se v soutěži poprvé představila Makedonie. Jelikož se Itálie rozhodla ročníku nezúčastnit, nahradilo ji Německo.

## Výsledky
| Pořadí | Země               | Interpret             | Skladba                                        | Jazyk         | Umístění | Body |
| ------ | ------------------ | --------------------- | ---------------------------------------------- | ------------- | -------- | ---- |
| 1.     | Chorvatsko         | Danijela              | „Neka mi ne svane“                             | chorvatština  | 5.       | 131  |
| 2.     | Řecko              | Thalassa              | „Mia krifi evaisthisia“ (Μια κρυφή ευαισθησία) | řečtina       | 20.      | 12   |
| 3.     | Francie            | Marie Line            | „Où aller“                                     | francouzština | 24.      | 3    |
| 4.     | Španělsko          | Mikel Herzog          | „¿Qué voy a hacer sin ti?“                     | španělština   | 16.      | 21   |
| 5.     | Švýcarsko          | Gunvor                | „Lass ihn“                                     | němčina       | 25.      | 0    |
| 6.     | Slovensko          | Katarína Hasprová     | „Modlitba“                                     | slovenština   | 21.      | 8    |
| 7.     | Polsko             | Sixteen               | „To takie proste“                              | polština      | 17.      | 19   |
| 8.     | Izrael             | Dana International    | „Diva“ (דיווה‎)                                 | hebrejština   | 1.       | 172  |
| 9.     | Německo            | Guildo Horn           | „Guildo hat euch lieb!“                        | němčina       | 7.       | 86   |
| 10.    | Malta              | Chiara                | „The One That I Love“                          | angličtina    | 3.       | 165  |
| 11.    | Maďarsko           | Charlie               | „A holnap már nem lesz szomorú“                | maďarština    | 23.      | 4    |
| 12.    | Slovinsko          | Vili Resnik           | „Naj bogovi slišijo“                           | slovinština   | 18.      | 17   |
| 13.    | Irsko              | Dawn Martin           | „Is Always Over Now?“                          | angličtina    | 9.       | 64   |
| 14.    | Portugalsko        | Alma Lusa             | „Se eu te pudesse abraçar“                     | portugalština | 12.      | 36   |
| 15.    | Rumunsko           | Mălina Olinescu       | „Eu cred“                                      | rumunština    | 22.      | 6    |
| 16.    | Spojené království | Imaani                | „Where Are You?“                               | angličtina    | 2.       | 166  |
| 17.    | Kypr               | Michalis Hatzigiannis | „Genesis“ (Γένεσις)                            | řečtina       | 11.      | 37   |
| 18.    | Nizozemsko         | Edsilia               | „Hemel en aarde“                               | nizozemština  | 4.       | 150  |
| 19.    | Švédsko            | Jill Johnson          | „Kärleken är“                                  | švédština     | 10.      | 53   |
| 20.    | Belgie             | Mélanie Cohl          | „Dis oui“                                      | francouzština | 6.       | 122  |
| 21.    | Finsko             | Edea                  | „Aava“                                         | finština      | 15.      | 22   |
| 22.    | Norsko             | Lars A. Fredriksen    | „Alltid sommer“                                | norština      | 8.       | 79   |
| 23.    | Estonsko           | Koit Toome            | „Mere lapsed“                                  | estonština    | 12.      | 36   |
| 24.    | Turecko            | Tüzmen                | „Unutamazsın“                                  | turečtina     | 14.      | 25   |
| 25.    | Makedonie          | Vlado Janevski        | „Ne zori, zoro“ (Не зори, зоро)                | makedonština  | 19.      | 16   |